# Алексіс Бледел
Кі́мберлі Але́ксіс Бледе́л (англ. Kimberley Alexis Bledel; 16 вересня 1981, Г'юстон, США) — американська акторка. Відома роллю в телесеріалі «Дівчата Гілмор», а також у фільмах «Джинси, як символ дружби», «Місто гріхів». У акторки мексиканське та іспанське походження. Батько родом з Аргентини, а мати з Мексики. Алексіс ідентифікує себе латиноамериканкою та з народження її рідною мовою була іспанська.

## Біографія
Ще у 8 років дівчинку віддали до театрального гуртка, а згодом її помітив агент з пошуку талантів та запросив на роботу моделі. Бледел навчалась у школі модельної та акторської майстерності Рейдж Паркс, а також впродовж року у Нью-Йоркському університеті за спеціальністю кінематографія.
Серіал «Дівчата Гілмор», у якому вона почала зніматися у 2000 році, став її дебютом на телебаченні. Вона виконала роль Рорі Гілмор. На початку серіалу, коли Рорі була старшокласницею, вона жила разом з матір'ю, але потім поїхала навчатися в Єльський університет, де стала редактором газети «Єль Дейлі Ньюс». В одному з інтерв'ю Алексіс сказала, що вона багато в чому схожа на свою героїню, особливо тим, що стосується рис характеру і відносин з батьками.
У 2002 році журнал Teen People включив її в список «Найгарячіших молодих зірок».
Знялась у 2002 році в екранізації казкової повісті Наталі Беббіт «Вічний Тук» (в українському прокаті — «Безсмертні»), де вона зіграла дівчину, яка закохалася в безсмертного юнака.
У 2005 році вийшов культовий фільм Роберта Родрігеса та Френка Міллера «Місто гріхів», у якому Алексіс постала в дещо незвичному амплуа, вона зіграла повію.
З 2002 року зустрічалася з партнером з серіалу «Дівчата Гілмор» Майло Вентімілья. У 2006 пара розійшлася. З червня 2014 до серпня 2022 була в шлюбі з актором Вінсентом Картейзером. У 2015 році у них народився син.

## Фільмографія
| Рік       |    | Українська назва                        | Оригінальна назва                       | Роль                   |
| --------- | -- | --------------------------------------- | --------------------------------------- | ---------------------- |
| 2000—2007 | с  | Дівчата Гілмор                          | Gilmore Girls                           | Рорі Гілмор            |
| 2002      | ф  | Tuck Everlasting                        | Tuck Everlasting                        |                        |
| 2004      | ф  | Bride and Prejudice                     | Bride and Prejudice                     |                        |
| 2004      | кф | DysEnchanted                            | DysEnchanted                            |                        |
| 2005      | ф  | Місто гріхів                            | Sin City                                |                        |
| 2005      | ф  | Джинси, як символ дружби                | The Sisterhood of the Traveling Pants   |                        |
| 2006      | ф  | Мене звуть Рід Фіш                      | I'm Reed Fish                           | Кейт                   |
| 2008      | ф  | Джинси, як символ дружби 2              | The Sisterhood of the Traveling Pants 2 |                        |
| 2009      | ф  | Post Grad                               | Post Grad                               |                        |
| 2009      | ф  | The Good Guy                            | The Good Guy                            |                        |
| 2010      | ф  | Змовниця                                | The Conspirator                         |                        |
| 2010      | ф  | The Kate Logan Affair                   | The Kate Logan Affair                   |                        |
| 2011      | ф  | Girl Walks into a Bar                   | Girl Walks into a Bar                   |                        |
| 2011      | ф  | Violet & Daisy                          | Violet & Daisy                          |                        |
| 2012      | ф  | Мільйон для чайників                    | The Brass Teapot                        |                        |
| 2013      | тф | Remember Sunday                         | Remember Sunday                         |                        |
| 2014      | ф  | Одна мільярдна частка                   | Parts Per Billion                       | Сара                   |
| 2013—2014 | с  | Ми і вони                               | Us & Them                               | Стейсі (7 епізодів)    |
| 2015      | с  | Мотив                                   | Motive                                  | Робін Ґоулд (1 епізод) |
| 2015      | ф  | Весілля Дженні                          | Jenny's Wedding                         | Кітті                  |
| 2015      | ф  | Емілі і Тім                             | Emily & Tim                             | Емілі                  |
| 2016      | с  | Дівчата Гілмор: Рік життя (міні-серіал) | Gilmore Girls: A Year in the Life       | Рорі Гілмор            |
| 2017—2018 | с  | Оповідь служниці                        | The Handmaid's Tale                     | Ґленова                |
| 2019      | ф  | Крипто                                  | Crypto                                  | Кеті                   |